# Maxim Mokroúsov
Maxim Vladímirovich Mokroúsov –en ruso, Максим Владимирович Мокроусов– (Lípetsk, URSS, 4 de octubre de 1983) es un deportista ruso que compitió en bobsleigh en la modalidad cuádruple.
Ganó dos medallas de plata en el Campeonato Mundial de Bobsleigh, en los años 2013 y 2016.

## Palmarés internacional
| Campeonato Mundial | Campeonato Mundial   | Campeonato Mundial | Campeonato Mundial |
| Año                | Lugar                | Medalla            | Prueba             |
| ------------------ | -------------------- | ------------------ | ------------------ |
| 2013               | Sankt Moritz (Suiza) | Medalla de plata   | Cuádruple          |
| 2016               | Igls (Austria)       | Medalla de plata   | Equipo             |